# Brucemedaljen
Brucemedaljen är en medalj som årligen delas ut av Astronomical Society of the Pacific för bidrag inom området astronomi. Medaljen har fått sitt namn efter Catherine Wolfe Bruce och delades första gången ut 1898.

## Pristagare
- 1898 - Simon Newcomb
- 1899 - Arthur Auwers
- 1900 - David Gill
- 1902 - Giovanni V. Schiaparelli
- 1904 - William Huggins
- 1906 - Hermann Carl Vogel
- 1908 - Edward C. Pickering
- 1909 - George William Hill
- 1911 - Henri Poincaré
- 1913 - Jacobus C. Kapteyn
- 1914 - Oskar Backlund
- 1915 - William Wallace Campbell
- 1916 - George Ellery Hale
- 1917 - Edward Emerson Barnard
- 1920 - Ernest W. Brown
- 1921 - Henri A. Deslandres
- 1922 - Frank W. Dyson
- 1923 - Benjamin Baillaud
- 1924 - Arthur Stanley Eddington
- 1925 - Henry Norris Russell
- 1926 - Robert G. Aitken
- 1927 - Herbert Hall Turner
- 1928 - Walter S. Adams
- 1929 - Frank Schlesinger
- 1930 - Max Wolf
- 1931 - Willem de Sitter
- 1932 - John S. Plaskett
- 1933 - Carl V.L. Charlier
- 1934 - Alfred Fowler
- 1935 - Vesto M. Slipher
- 1936 - Armin O. Leuschner
- 1937 - Ejnar Hertzsprung
- 1938 - Edwin P. Hubble
- 1939 - Harlow Shapley
- 1940 - Frederick H. Seares
- 1941 - Joel Stebbins
- 1942 - Jan H. Oort
- 1945 - E. Arthur Milne
- 1946 - Paul Merrill
- 1947 - Bernard Lyot
- 1948 - Otto Struve
- 1949 - Harold Spencer Jones
- 1950 - Alfred H. Joy
- 1951 - Marcel Minnaert
- 1952 - Subrahmanyan Chandrasekhar
- 1953 - Harold D. Babcock
- 1954 - Bertil Lindblad
- 1955 - Walter Baade
- 1956 - Albrecht Unsöld
- 1957 - Ira S. Bowen
- 1958 - William Wilson Morgan
- 1959 - Bengt Strömgren
- 1960 - Viktor A. Ambartsumian
- 1961 - Rudolph Minkowski
- 1962 - Grote Reber
- 1963 - Seth Barnes Nicholson
- 1964 - Otto Heckmann
- 1965 - Martin Schwarzschild
- 1966 - Dirk Brouwer
- 1967 - Ludwig Biermann
- 1968 - Willem J. Luyten
- 1969 - Horace W. Babcock
- 1970 - Fred Hoyle
- 1971 - Jesse Greenstein
- 1972 - Iosif S. Shklovskii
- 1973 - Lyman Spitzer
- 1974 - Martin Ryle
- 1975 - Allan R. Sandage
- 1976 - Ernst J. Öpik
- 1977 - Bart J. Bok
- 1978 - Hendrik C. van de Hulst
- 1979 - William A. Fowler
- 1980 - George Herbig
- 1981 - Riccardo Giacconi
- 1982 - E. Margaret Burbidge
- 1983 - Yakov B. Zel'dovich
- 1984 - Olin C. Wilson
- 1985 - Thomas G. Cowling
- 1986 - Fred L. Whipple
- 1987 - Edwin Salpeter
- 1988 - John G. Bolton
- 1989 - Adriaan Blaauw
- 1990 - Charlotte E. Moore Sitterly
- 1991 - Donald E. Osterbrock
- 1992 - Maarten Schmidt
- 1993 - Martin Rees
- 1994 - Wallace Sargent
- 1995 - P. James E. Peebles
- 1996 - Albert E. Whitford
- 1997 - Eugene Parker
- 1998 - Donald Lynden-Bell
- 1999 - Geoffrey R. Burbidge
- 2000 - Rashid A. Sunyaev
- 2001 - Hans A. Bethe
- 2002 - Bohdan Paczynski
- 2003 - Vera C. Rubin
- 2004 - Chushiro Hayashi
- 2005 - Robert Kraft
- 2006 - Frank J. Low
- 2007 - Martin Harwit
- 2008 - Sidney van den Bergh
- 2009 - Frank H. Shu
- 2010 - Gerry Neugebauer
- 2011 - Jeremiah P. Ostriker
- 2012 - Sandra Faber
- 2013 - James E. Gunn
- 2014 - Kenneth Kellermann
- 2015 - Douglas N. C. Lin
- 2016 - Andrew Fabian
- 2017 - Nick Scoville
- 2018 - Tim Heckman
- 2019 - Martha P. Haynes
- 2020 - Ingen prisutdelning på grund av covid19-pandemin